# Volodymyr Bileka
Volodymyr Bileka (ukrainska: Володимир Білека), född 6 februari 1979 i Drohobytj, Lviv oblast, Ukrainska SSR, Sovjetunionen är en ukrainsk professionell tävlingscyklist.
Bileka blev professionell med Landbouwkrediet-Colnago säsongen 2002. Han tävlade under säsongen 2007 för UCI ProTour-stallet Discovery Channel Pro Cycling Team med sin landsman och vän Jaroslav Popovytj, men de båda ukrainska cyklisterna bestämde sig för att tävla för det belgiska UCI ProTour-stallet Silence-Lotto när Discovery Channel valde att inte förlänga sponsorkontraktet efter säsongen 2007.

Volodymyr Bileka vann Trofej Plava Laguna 1 under säsongen 2002. Samma år slutade han sedan tvåa på Trofej Plava Laguna 2 efter landsmannen Jaroslav Popovytj.
Som U23-cyklist vann Bileka etapp 6 av Thüringen-Rundfahrt 2001. Han slutade också tvåa på Paris–Roubaix Espoirs efter Popovytj.
I maj 2008 skickade Volodymyr Bileka ett brev till sitt lag Silence-Lotto där han sade upp sitt kontrakt från laget av personliga anledningar. Enligt ukrainarens brev hade han ont i knät och ville därför sluta cykla. Bileka var uttagen till stallets trupp till Giro d'Italia 2008 men i stället tog Geert Steurs över platsen. I december 2008 rapporterades det om att Bileka hade använt sig av EPO och att det var anledningen till hans plötsliga avslut av karriären. Enligt den belgiska tidningen Het Laatste Nieuws hade han blivit avstängd från cykelsporten under två år för dopningsanvändning.

## Meriter
2001
1:a, etapp 6, Thüringen-Rundfahrt, U23
2:a, Paris–Roubaix Espoirs
2002 Landbouwkrediet-Colnago
1:a, Trofej Plava Laguna 1
2:a, Trofej Plava Laguna 2
2005 – Discovery Channel Pro Cycling Team
3:a, Circuit de la Sarthe
3:a, etapp 3, Circuit de la Sarthe
2:a, poängtävlingen, Circuit de la Sarthe
9:a, Volta ao Algarve
3:a, Ukrainska nationsmästerskapen - tempolopp
3:a, etapp 6, Giro d'Italia
2006 – Discovery Channel Pro Cycling Team
3:a, Ukrainska nationsmästerskapen - tempolopp

## Stall
- Landbouwkrediet-Colnago 2002–2004
- Discovery Channel Pro Cycling Team 2005–2007
- Silence-Lotto 2008
- Amore & Vita 2010–2011
- Konya Torku Seker Spor 2012